# ده درة (قيلاب)
ده درة (بالفارسية: ده‌دره) هي قرية تقع في قسم قيلاب الريفي، بمقاطعة أنديمشك التابعة لمحافظة خوزستان، إيران. يقدر عدد سكانها بـ 146 نسمة حسب الإحصاء السكاني الذي تمّ في عام 2006.